# Antonio Maraini

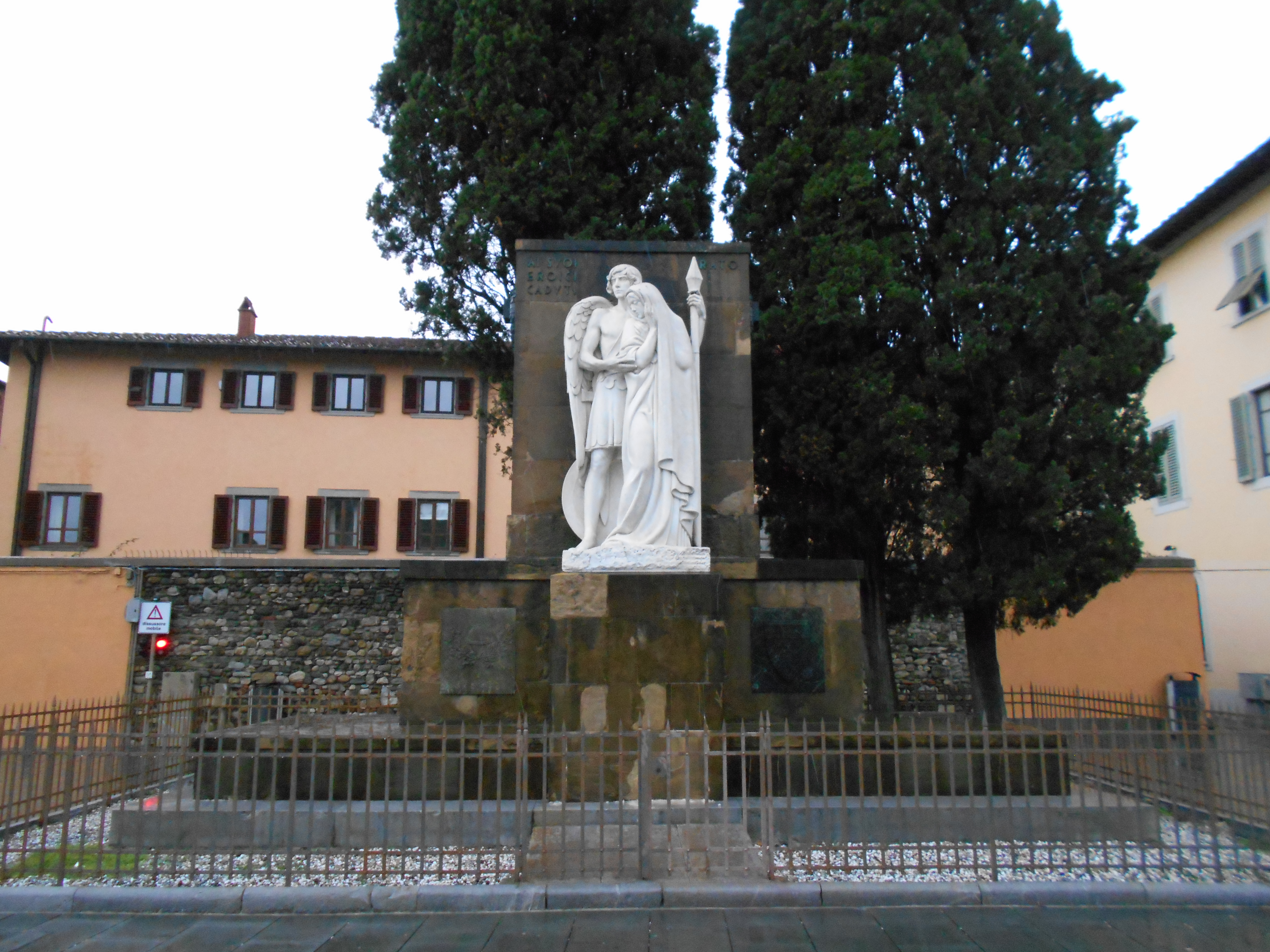
Monumento ai caduti, Prato

Antonio Maraini (all'anagrafe Antonio Nicola Giovanni Enrico Mario Maraini; Roma, 5 aprile 1886 – Firenze, 23 maggio 1963) è stato un politico, scultore e critico d'arte italiano.

## Biografia
Figlio di Enrico Maraini (1855-1938), imprenditore edile luganese trasferitosi a Roma intorno al 1870-1875, e di Luisa Arnaldi (1858-1944), genovese. Nel 1911 conobbe a Roma la scrittrice di origini inglesi e polacche Yoï Pawlowska Crosse, nome d'arte di Cornelia Edith "Yoï" Crosse, che ritrasse in alcune opere. I due si trasferirono a Firenze, dove nacquero i figli Fosco Maraini (1912-2004), etnologo e orientalista, e Grato Maraini.
Laureatosi in giurisprudenza presso l'Università degli Studi di Roma "La Sapienza", Antonio Maraini si dedicò sin dalla prima giovinezza alle arti figurative, in particolare alla scultura.
Assai apprezzato durante il Ventennio fascista, Antonio Maraini divenne stretto collaboratore di Achille Starace e influente ispiratore della politica culturale attuata dal regime, meritando importanti committenze ufficiali. Dopo la firma del Concordato nel (1929), eseguì opere tra le più significative: si segnalano i pannelli in bronzo per la porta principale della Basilica di San Paolo fuori le Mura (1929-1931), quelli per la nuova scala elicoidale d'ingresso ai Musei Vaticani, fusa dalla Fonderia Artistica Ferdinando Marinelli di Firenze (1932), e quelli per l'Arengario di Brescia (1932).
Fu al vertice e responsabile, come Commissario Nazionale, del Sindacato Nazionale Fascista di Belle Arti, del quale curò la promulgazione dello statuto (1933); in sua rappresentanza sedette alla Camera dei deputati, sostituita nel 1939 dalla Camera dei Fasci e delle Corporazioni. Dall'ottobre 1928 al 1942 fu Segretario generale della Biennale: in questa veste si occupò dell'erezione della Biennale nell'Ente autonomo, che avrebbe accolto nel 1932 la Mostra Internazionale d'Arte Cinematografica.
Dopo la seconda guerra mondiale, Antonio Maraini visse appartato a Firenze, dove aveva sempre mantenuta la sua residenza, dedicandosi alla presidenza dell'Accademia del Disegno.